# Direction de la Protection des consommateurs
La direction de la Protection des consommateurs (en allemand : Direktion für Verbraucherschutz et en luxembourgeois : Direktioun fir Konsumenteschutz), est le département ministériel responsable de la mise en œuvre de la politique de protection juridique des consommateurs et de la sécurité alimentaire. Anciennement un ministère, c'est depuis 2023 une direction rattachée au Ministère de l'Agriculture, de l'Alimentation et de la Viticulture.
Il est dirigé, depuis le 17 novembre 2023, par Martine Hansen.
Depuis le 15 juin 2020, le siège central du ministère se situe aux 271 route d'Arlon, à Luxembourg.

## Titulaires depuis 2018
| Nom | Nom | Nom             | Dates du mandat | Dates du mandat | Parti | Gouvernement(s) |
| --- | --- | --------------- | --------------- | --------------- | ----- | --------------- |
| |     | Paulette Lenert | 05/12/2018      | 17/11/2023      | LSAP  | Bettel II       |
| |     | Martine Hansen  | 17/11/2023      | En fonction     | CSV   | Frieden         |
| Dans l'intervalle entre deux mandats, le ministre sortant assure la gestion des affaires courantes. Titres successifs : - Depuis 2018 : Protection des consommateurs |     |                 |                 |                 |       |                 |